# Карлик, Леонид Борисович
Леонид Борисович Ка́рлик (при рождении Лейб Бенционович Карлик; 5 мая 1912, Одесса — 23 апреля 1986, Москва) — советский архитектор. Заслуженный архитектор РСФСР (1977).

## Биография

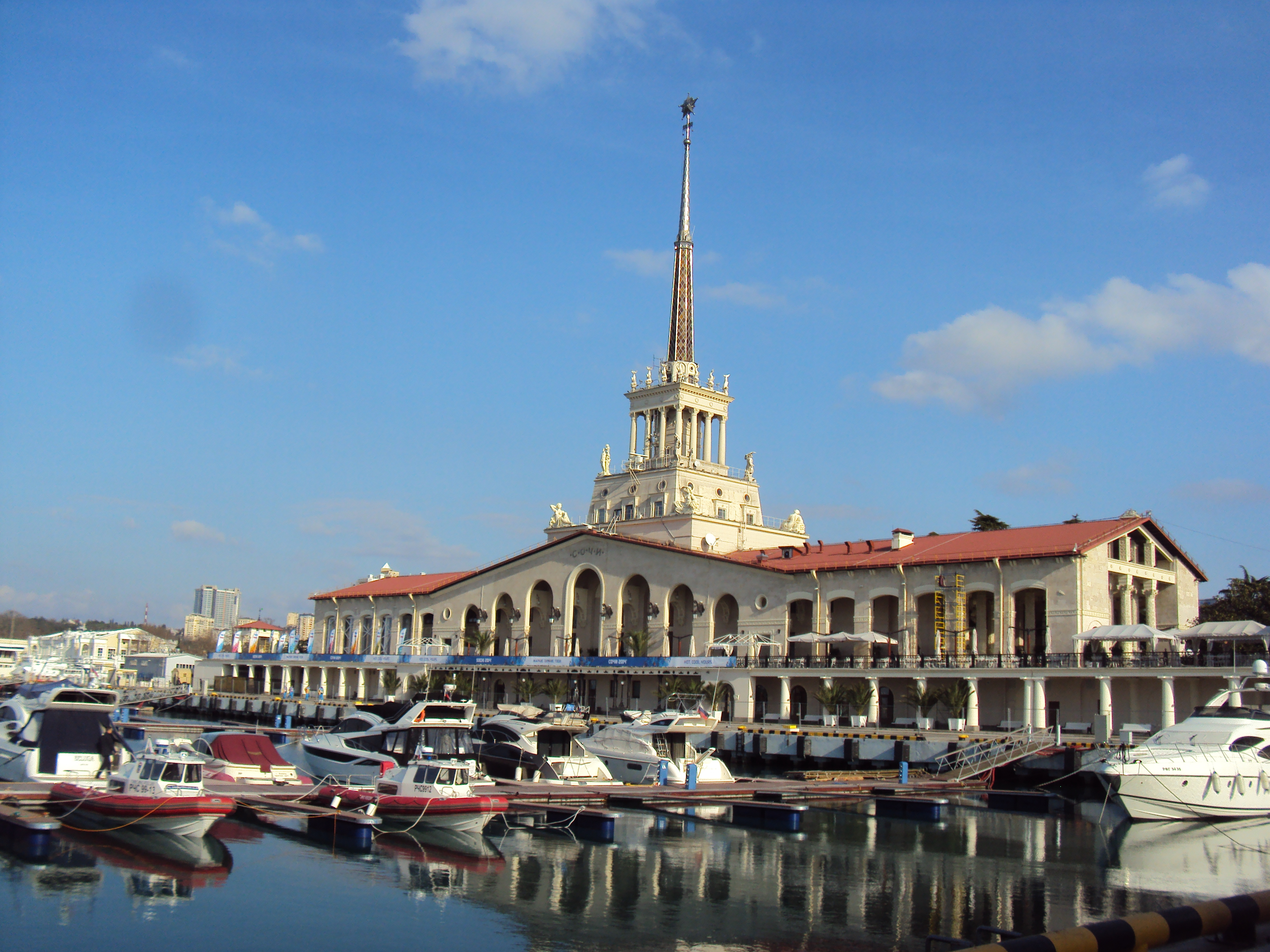
Сочинский морской вокзал

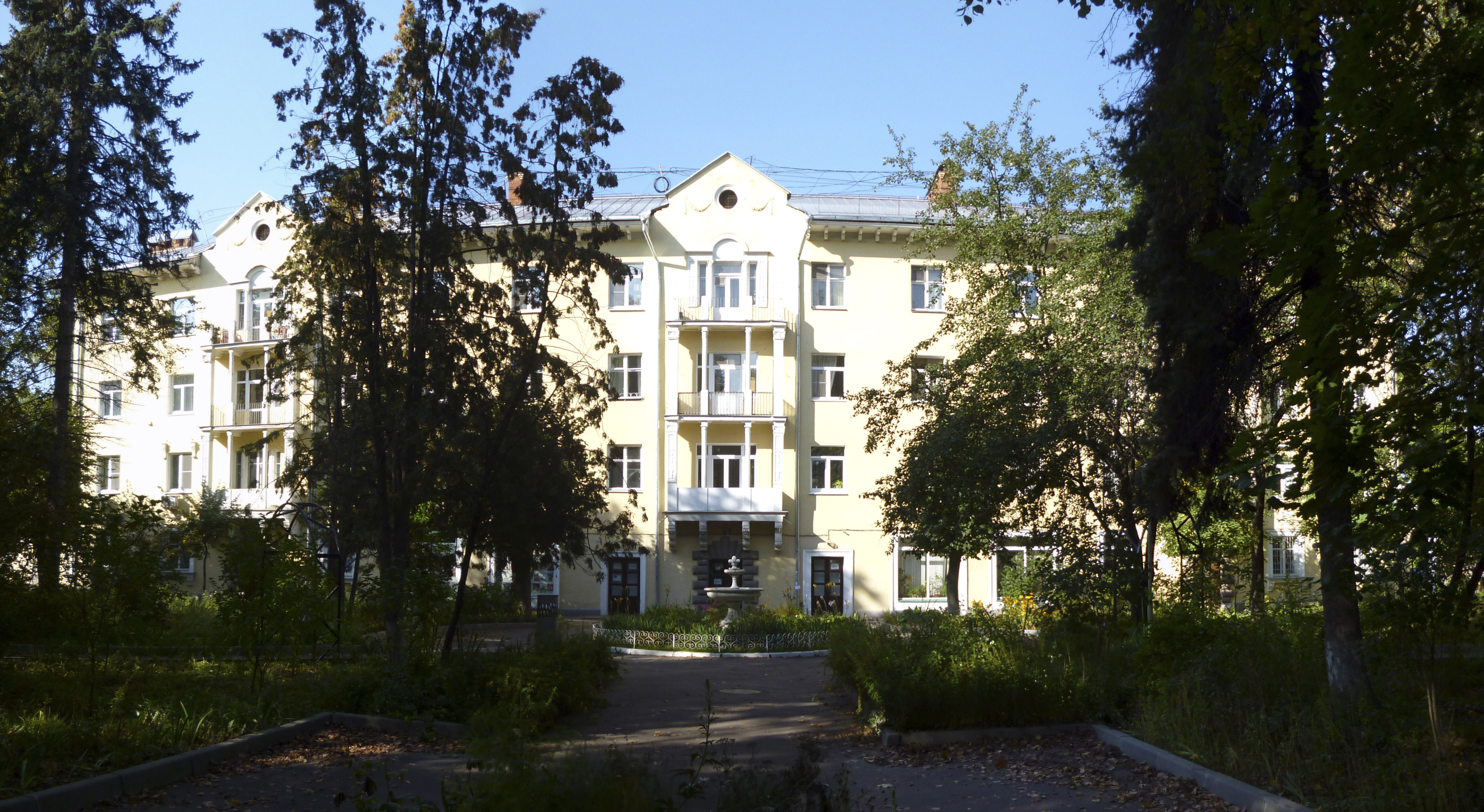
Академгородок лаборатории № 2 АН СССР

Родился 22 апреля (по старом стилю) 1912 года, в многодетной семье одесского (прежде хащеватского) мещанина Бенциона Лейбовича Карлика (1870—?) и Алты-Хавы Монасовны Карлик (в девичестве Гауз, 1874—?), тоже уроженки Одессы. У него были сёстры Фрима-Фейга (1899), Хая-Сура (1902), Маля (1907) и брат Моисей (1897—1918); был младшим ребёнком в семье. Родители заключили брак в Одессе 28 июля 1896 года.
В 1926—1929 годах учился в художественном профтехникуме, получил специальность механик-архитектор. В 1930 году в составе группы архитекторов занимался техническим исполнением проекта Мавзолея Ленина, выполненного А. В. Щусевым. В 1931—1933 годах в составе группы А. В. Щусева занимался работами по проектирования Дворца Советов. В 1936—1941 годах учился на факультете общественных сооружений Московского архитектурного института. Во время учёбы работал в мастерской И. В. Жолтовского. В годы Великой Отечественной войны служил в МПВО города Москвы, занимался работами по маскировке зданий и сооружений города.
Член Союза архитекторов СССР с 1942 года. Член КПСС с 1945 года.
После войны работал в архитектурных мастерских Моссовета. Был начальником отдела Госкомитета по гражданскому строительству и архитектуре.
Автор проекта архитектурного комплекса «Академгородок Лаборатории № 2 АН СССР» из трёх каменных жилых домов на 60 квартир (1945—1948 годы, совместно с архитектором И. В. Жолтовским). В конце 1940-х — начале 1950-х годов разрабатывал типовые проекты больниц.
В 1950—1951 годах составил с К. С. Алабяном план построения Сочинского порта, а 1954 году принимал участие в восстановлении Сочинского морского вокзала (также совместно с К. С. Алабяном). Занимался санаторно-курортным строительством в Сочи.
Леонид Карлик принимал участие проектировании ряда домов при застройке Ленинградского проспекта в Москве: в 1950 году — здания института «Гидропроект» (совместно с К. С. Алабяном; проект не осуществлён), в 1958—1959 годах — дома № 33 (совместно с архитектором Н. А. Джеваншировой), в 1967 году — дома № 33а. В 1963 году по его проекту (в соавторстве с В. Гинзбургом и А. Меерсоном) был построен пансионат на Клязьминском водохранилище под Москвой. В 1979 году совместно с А. П. Дмитриевой построил здание Научного центра акушерства, гинекологии и перинатологии в Москве (ул. Академика Опарина, 4).
С 1970 года работал начальником отдела Госгражданстроя.
Автор ряда статей в журналах «Архитектура СССР», «Архитектура и строительство Москвы» и других изданиях. В 1966 году опубликовал монографию об архитекторе Каро Алабяне.
Жил в Москве на улице Расковой, 12. В 1972 году вышел на пенсию. Умер 23 апреля 1986 года. Похоронен на Армянском кладбище.

## Семья
Жена — Мария Вартановна Лисициан (1908—1995), тренер по художественной гимнастике.

## Награды и звания
- Заслуженный архитектор РСФСР (1977)[20][10][3]
- Почётная грамота Президиума Верховного совета РСФСР[10][3]
- Ветеран труда (1977)[10]
- Медаль «За оборону Москвы» (1944)[2][10]
- Медаль «За победу над Германией в Великой Отечественной войне 1941—1945 гг.» (1945)[2][10]
- Медаль «В память 800-летия Москвы» (1947)[10]
- Юбилейная медаль «Двадцать лет Победы в Великой Отечественной войне 1941—1945 гг.» (1965)[10]
- Юбилейная медаль «Тридцать лет Победы в Великой Отечественной войне 1941—1945 гг.» (1975)[10]
- Серебряная медаль ВДНХ (1965)[10]
- Бронзовая медаль ВДНХ (1961)[10]

## Сочинения
- Карлик Л. Б. К. Алабян. Ереван, 1966.

## Примечания

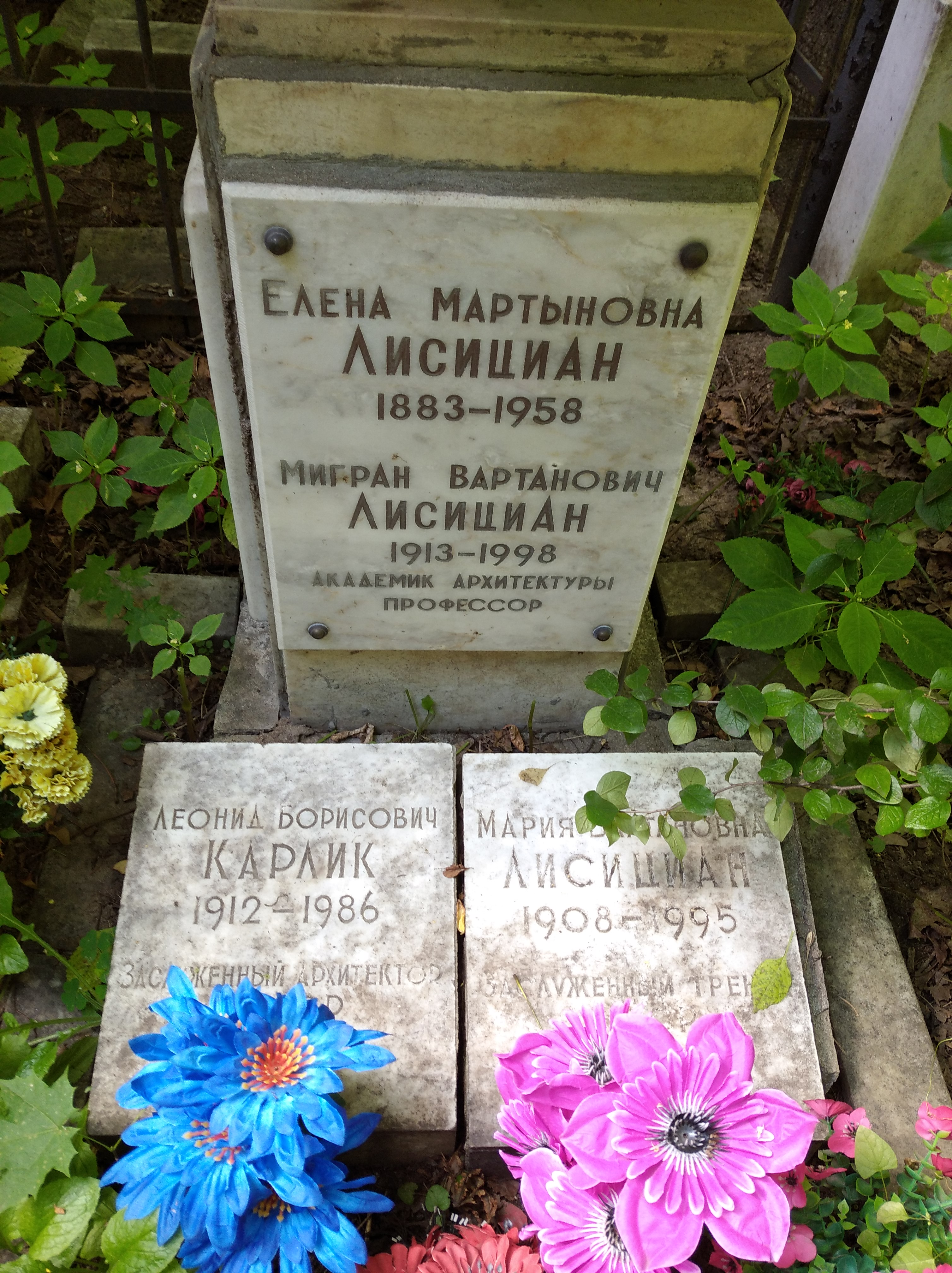
Могила Л. Б. Карлика